# Fehérlepke
A fehérlepke (Pieris) a rovarok (Insecta) osztályának lepkék (Lepidoptera) rendjébe, ezen belül a fehérlepkék (Pieridae) családjába tartozó nem.

## Rendszerezés
A nembe az alábbi 45 faj tartozik:
- Pieris acadica
- Pieris ajaka
- Pieris angelika
- Pieris balcana
- Pieris bowdeni
- káposztalepke (Pieris brassicae)
- Pieris brassicoides
- hegyi fehérlepke (Pieris bryoniae)
- Pieris canidia
- kanári fehérlepke (Pieris cheiranthi)
- Pieris cisseis
- Pieris davidis
- Pieris deota
- Pieris dubernardi
- Pieris dulcinea
- Pieris ergane
- Pieris erutae
- Pieris euorientis
- Pieris extensa
- Pieris itatiayae
- Pieris krueperi
- Pieris mahometana
- magyar fehérlepke (Pieris mannii)
- Pieris marginalis
- Pieris meckyae
- Pieris melaina
- Pieris melete
- Pieris meneacte
- Pieris naganum
- repcelepke (Pieris napi)
- Pieris narina
- Pieris nesis
- Pieris ochsenheimeri
- Pieris oleracea
- Pieris orientis
- Pieris persis
- Pieris pseudorapae
- Pieris pylotis
- répalepke (Pieris rapae)
- Pieris segonzaci
- Pieris shangrilla
- Pieris steinigeri
- Pieris tadjika
- Pieris tomariana
- Pieris venosa
- Pieris virginiensis